# Hemipharis
Hemipharis is een geslacht van kevers uit de familie bladsprietkevers (Scarabaeidae). Het geslacht werd voor het eerst wetenschappelijk beschreven in 1842 door Burmeister.

## Soorten
- Hemipharis insularis (Gory & Percheron, 1833)